# Arlen Siu
Arlen Siú Bermúdez (Jinotepe, 15 de julio de 1955–El Sauce, 1 de agosto de 1975) fue una cantautora, ensayista, poeta y revolucionaria sandinista, quien se convirtió en una de las primeras bajas durante la insurrección contra Somoza. Su muerte a temprana edad la convirtió en una celebridad local. Escribió el famoso poema "María Rural", que posteriormente sería musicalizado e interpretado por Pancasán.
Es considerada una de las primeras mártires mujeres de la Revolución Sandinista.

## Biografía
Arlen Siú nació el 15 de julio de 1955, en Jinotepe, Nicaragua, dentro de una familia pudiente y acomodada. Su padre, Armando Siú, nació en Guangdong, China, y emigró a Nicaragua tras haber luchado en la Revolución comunista china. Más tarde se convirtió en un exitoso hombre de negocios, de manera que Arlen creció en una familia próspera. Su madre, Rubia Bermúdez, era originaria del municipio de Dolores. De acuerdo con su madre, la niñez de Arlen fue normal, siempre dedicada a sus estudios. Nunca se sintió superior a los demás a pesar de su situación económica.
Aunque murió a corta edad, Arlen fue la que más se interesó en la cultura china en su familia. Su padre se negaba a enseñarle el idioma a sus hijos porque eran muy perezosos para aprender, pero su abuela le enseñó a Arlen lo poco que aprendió. Desde muy pequeña se caracterizó por su sensibilidad artística y su inclinación por la música: tocaba la guitarra, el acordeón, la flauta; bailaba, cantaba, dibujaba, escribía poesía y le gustaba componer su propia música.
Estudió primaria en el Colegio Sagrado Corazón de Jesús de Jinotepe, y la secundaria en el Colegio Inmaculada de Diriamba. Una vez terminado el bachiller, se matriculó para estudiar Psicología en la Universidad Nacional Autónoma de Nicaragua (UNAN). En la UNAN, Arlen conoce y colabora con la banda de música folclórica Pancasán.
Una vez que ingresa a la universidad, se ve envuelta en un mundo nuevo, donde sus compañeros enfocaban mucha de su atención a la lucha contra el gobierno. Los jóvenes, cansados de la situación del país, protestaban contra la dictadura mediante marchas, huelgas de hambre y canciones. En 1972, participó en jornadas de alfabetización en comunidades rurales, así como de la huelga de hambre estudiantil en las iglesias de Managua. Tras el devastador Terremoto de Managua de 1972, se dedicó atender a los damnificados en la capital y a los refugiados que llegaron a su natal Carazo. Con ayuda de otros voluntarios, levantan refugios improvisados, donde intentan ayudar con los pocos recuros disponibles. De igual manera, reunieron donativos para los más afectados, llegando a regalar sus propias pertenencias. 

### En el Frente Sandinista de Liberación Nacional
Junto con otros compañeros, fortaleció vínculos con la guerrilla sandinista, y a los 18 años se unió al Frente Sandinista de Liberación Nacional (FSLN), renunciando así a terminar sus estudios. Un día, sin avisar a nadie de su familia, se fue de la casa y partió hacia las montañas del departamento de León. Tres días más tarde, a través de una carta, se despidió de su madre y de sus hermanos, diciendo "que ella se iba para mejorar a Nicaragua, para ayudar a la gente", prometiendo volver a Jinotepe algún día.
Para cuando se unió a la revolución sandinista, Arlen Siu ya era conocida por su talento para el canto, la composición de canciones y la guitarra. Fue miembro del movimiento cristiano, y ya en el FSLN probó ser una de las más fieles militantes de la causa revolucionaria. Su voz, sus poemas, su guitarra y su canto eran contestatarios, al denunciar los secuestros, los asesinatos y las torturas que infligía la dictadura somocista. A través de su arte también denunciaba el analfabetismo, la mortalidad materna e infantil y las violaciones por parte de la Guardia Nacional de Somoza hacia las campesinas. Arlen, además, escribió varios ensayos de análisis marxista y feminista, condenando la violencia sexual y destacando el papel central de las mujeres campesinas en el pasado de Nicaragua, y el que tendrían en su futuro revolucionario. Tanto su música como sus escritos fueron una inspiración para el sandinismo y el movimiento de mujeres nicaragüense.
Su poema más emblemático, “María Rural”, es el reflejo del espacio rural en tiempos de la dictadura somocista. El poema surge cuando ayudaba a una de sus hermanas con una tarea escolar. Fue musicalizado por ella y luego interpretado por Pancasán. 
El 1 de agosto de 1975, Arlen Siu cae muerta tras un fuerte combate de dos horas contra la Guardia Nacional somocista, mientras cubría la retirada de sus compañeros, en un campamento guerrillero del FSLN cerca de El Sauce. Apenas había cumplido 20 años. Sus restos mortales reposan en el Cementerio Municipal de Jinotepe. Su padre, Armando, escribió un poema poco después de su muerte, titulado "El gran día para Arlen" 

## Legado

Monumento en memoria de Arlen Siú, en su natal Jinotepe.

Meses después de la muerte de Arlen Siu, estudiantes en Jinotepe continuaron portando su fotografía junto a banderas sandinistas mientras protestaban contra la Guardia Nacional. Su imagen se exhibió con frecuencia en las celebraciones del FSLN, en toda Nicaragua. Llevan su nombre barrios en Managua y El Rama, un parque en León, así como diferentes escuelas, bibliotecas y centros en el país.
Artículos posteriores sobre su vida enfatizarían su amor y
dedicación por su patria, así como su enfoque y preocupación por las personas en situación de pobreza. El legado de Arlen persiste hasta el día de hoy, en gran parte a través de la poesía y la canción, tanto en el trabajo de otros artistas nicaragüenses como en su propia obra, lo que garantiza que la canción revolucionaria de Arlen perdure.
Cada año, en Jinotepe, la familia de Arlen organiza el "Festival de Música Arlen Siu", donde distintos cantautores nacionales recuerdan con su música a la guerrillera. En Jinotepe la calle donde está ubicada su casa de habitación lleva el nombre de "Arlen Siu" en su honor.